# 曹友夏
曹友夏，江苏金坛人，清朝政治人物。进士出身。

## 生平
康熙五十四年（1715年）乙未科进士。于雍正二年（1724年）接替汤震任邵武府知府一职，雍正五年（1727年）由蒋林接任。